# Grub (Gemeinde Wienerwald)
Grub ist ein Dorf in der gleichnamigen Katastralgemeinde der Ortsgemeinde Wienerwald. Da es zahlreiche Ortschaften des gleichen Namens gibt, wird oftmals zur Unterscheidung der Name Grub im Wienerwald verwendet, der aber weder für die Katastralgemeinde noch für die Ortschaft offiziell ist.

## Geografie
Grub liegt im nördlichen Teil des Alpenausläufers (Wienerwald) im Bezirk Mödling, nach dem auch die Gemeinde benannt wurde in der Grub liegt.

### Katastralgemeindegliederung
Auf dem Katastralgemeindegebiet Grub besteht neben dem Ort Grub, die Rotte Ameisbühel, die heute mit Grub zusammengewachsen ist, die Rotte Gföhler und einem Teil von Buchelbach.

### Nachbarorte
| Hochstraß            | Gruberau                                    | Sulz im Wienerwald |
| Klausen-Leopoldsdorf | Kompassrose, die auf Nachbargemeinden zeigt | Dornbach           |
| Alland, Mayerling    | Heiligenkreuz                               | Sittendorf, Gaaden |

## Geschichte
Erstmals wurde der Ort 1254 in einer Urkunde des Stiftes Heiligenkreuz erwähnt. 1849 bis 1938 war Grub eine eigenständige Gemeinde. Laut Adressbuch von Österreich waren im Jahr 1938 in der Ortsgemeinde Grub drei Fuhrwerker, drei Gastwirte, drei Gemischtwarenhändler, acht Holzhändler, ein Landesproduktehändler, ein Schmied, zwei Schuster, ein Wagner und einige Landwirte ansässig. 1954 wurde Grub wieder eine eigenständige Gemeinde und 1972 wurde der Ort im Zuge der Gemeindereform mit den Dörfern Dornbach, Sittendorf bei Wien und Sulz im Wienerwald zur Gemeinde Wienerwald zusammengelegt.
Am 6. August 1981 stürzte ein Düsenflugzeug des Bundesheeres vom Typ Saab 105 OE (Lfz GI-19 S.Nr.:105419) in Grub ab (Ortsteil Ameisbühel). Der Jet stürzte auf das Wohnhaus von Karl Musil, Solotänzer an der Wiener Staatsoper. Der Künstler, seine Frau und seine zwei Kinder erlitten schwere Verbrennungen. Die beiden Piloten Major Alois Strahner und Leutnant Gerhard Wiesinger kamen ums Leben.

## Wirtschaft
Durch die Pferdezucht und -haltung ist ein Fremdenverkehr entstanden. Auch sehr viele Zweitwohnbesitzer aus Wien haben sich hier angesiedelt.

## Öffentliche Einrichtungen
In der Gemeinde befindet sich ein Kindergarten.

## Verkehr
Verkehrsmäßig ist Grub nur auf der Straße mit dem öffentlichen Autobus von Mödling erreichbar, wobei jedoch ab dem frühen Abend nur noch eingeschränkte Verbindungen bestehen. Das Busnetz gehört dem Verkehrsverbund Ostregion an
Die Wiener Außenringautobahn A 21 ist auch sehr nahe bei Grub und hat eine Auffahrt gemeinsam mit Heiligenkreuz.

## Tourismus
Zum Wandern und Reiten bietet der kleine Ort eine Vielzahl an Wegen an.
Die höchste Erhebung heißt Rossgipfel und er ist 633 m ü. A. hoch. Er befindet sich im Nordwesten des Ortes und ist nur über nicht markierte Wege zu erreichen. Vom Rossgipfel besteht keine Aussicht, da er bewaldet ist.

## Gebäude

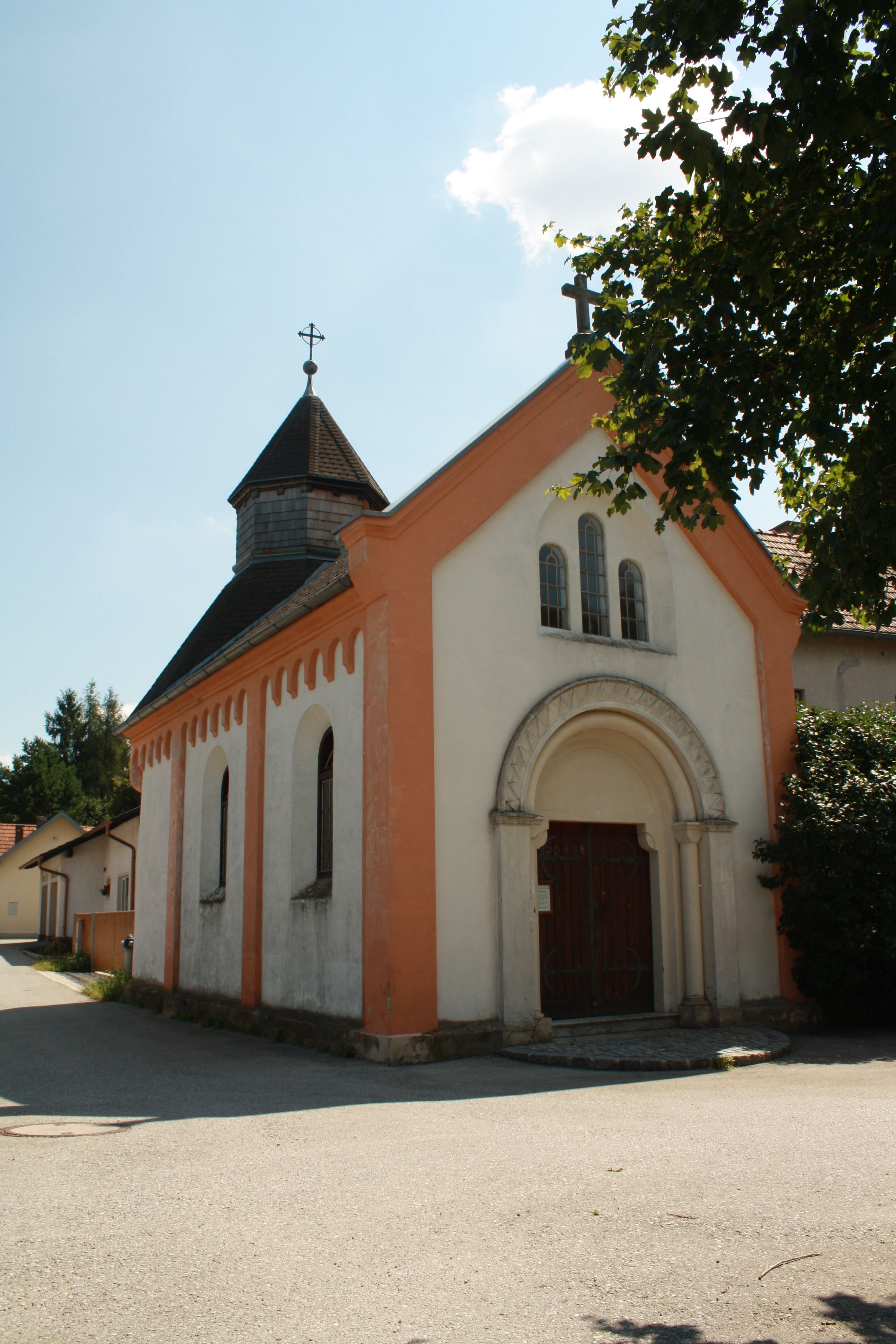
Leonardikapelle in Grub

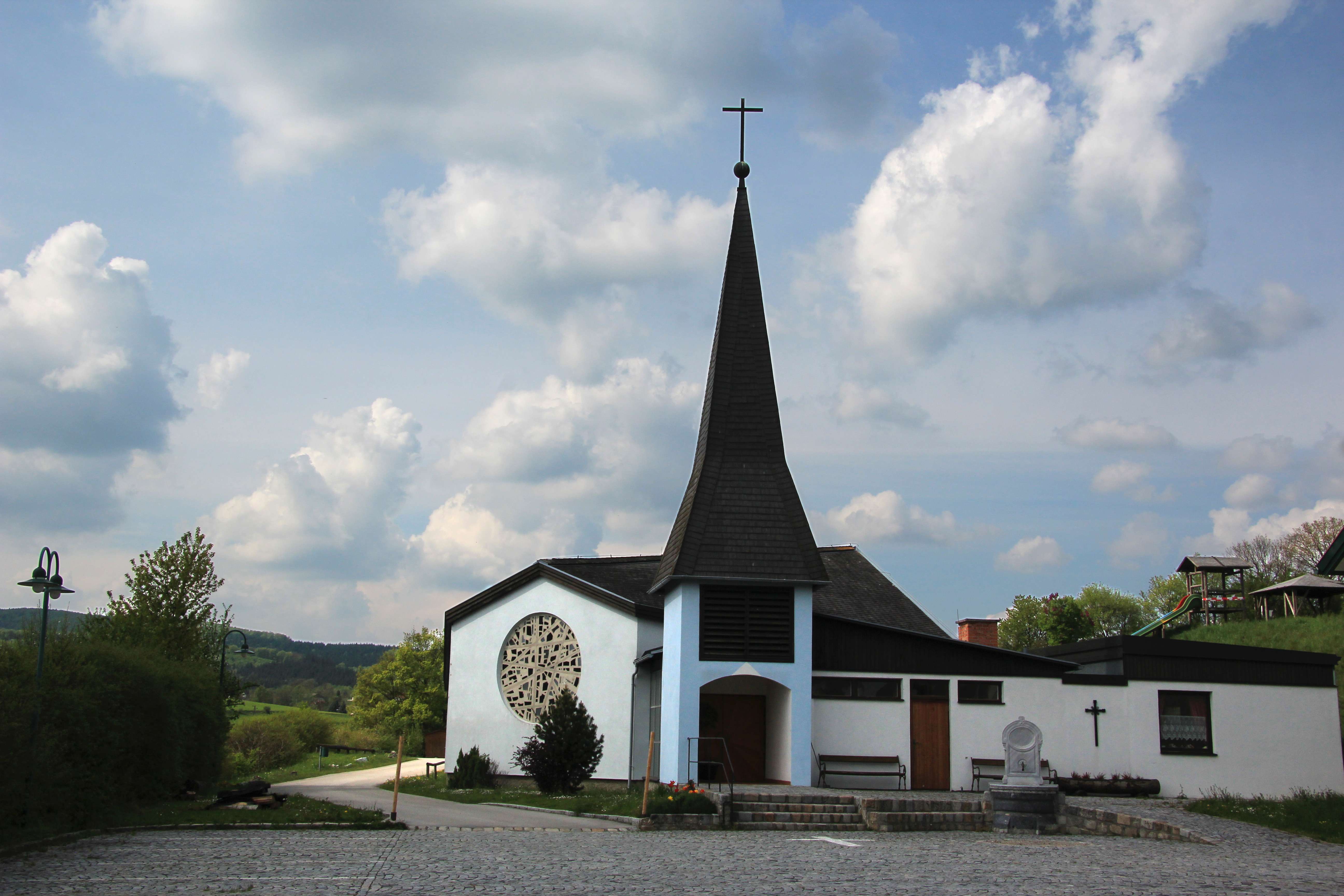
Kirche zum Heiligen Josef

Im Talgrund in der Bachgasse befindet sich, 1895 im Neo-Renaissance-Stil an der Stelle eines Vorgängerbaus aus dem 18. Jahrhundert erbaut, die denkmalgeschützte, profanierte Leonardi-Kapelle, die für kleine Ausstellungen und Vernissagen zur Verfügung steht.
In Grub gibt es eine Filialkirche, deren Bau 1968 vom Stift Heiligenkreuz beauftragt wurde und dem Heiligen Josef geweiht ist. Sie bildet zusammen mit dem Gebäude der Freiwilligen Feuerwehr Grub, in dem sich auch das Veranstaltungszentrum befindet, ein modernes Ortszentrum, zu dem auch der unweit Grub gelegene Kindergarten für die gesamte Gemeinde Wienerwald gehört.